# 納維茲
51°4′20″N 25°23′15″E / 51.07222°N 25.38750°E
納維茲（烏克蘭語：Навіз）是位於烏克蘭西部沃倫州裏盧茨克區的村莊，處於斯特里河畔，始建於1577年，面積3.32平方公里，海拔高度176米，2001年人口1,085。